# ولادیمیر کاپلونوف
ولادیمیر کاپلونوف (روسی: Владимир Иосифович Каплунов؛ ۲ مارس ۱۹۳۳ – ۲۰۱۵) وزنه‌بردار اهل اتحاد جماهیر شوروی سوسیالیستی بود.
وی در مسابقات کشوری و بین‌المللی در مجموع برندهٔ ۳ مدال طلا، ۲ مدال نقره، ۳ مدال برنز شده‌است.